# Pak Icshun
Pak Icshun (hangul: 박의춘, handzsa: 朴義春, RR: Pak Ui-chun; 1932 –) észak-koreai diplomata, külügyminiszter.
Pályafutását 1972-ben kezdte, és Észak-Korea nagyköveteként szolgált Algériában, Szíriában, majd Libanonban. 1989 és 2007 között Észak-Korea oroszországi nagyköveteként szolgált, az akkori külügyminiszter, Pek Namszun (Paek Nam-sun) halála után fél évvel pedig kinevezték külügyminiszternek.